# Flumetazon
Flumetazon – syntetyczny, steroidowy lek o działaniu przeciwzapalnym, przeciwuczuleniowym i przeciwświądowym.

## Wskazania
- choroby alergiczne
- łuszczyca
- liszaj rumieniowaty
- świerzbiączka
- ostre stany zapalne skóry

## Przeciwwskazania
- nadwrażliwość na lek
- bakteryjne, grzybicze i wirusowe zapalenie skóry
- nowotwory skóry
- stany przedrakowe
- trądzik pospolity i różowaty
- gruźlicze zakażenia skóry
- przebyte szczepienia ochronne

## Działania niepożądane
- miejscowe podrażnienie skóry
- zanikowe zapalenie skóry
- rozszerzenia naczyń skóry
- trądzik steroidowy na twarzy
- objawy tocznia rumieniowatego o łagodnym przebiegu

## Preparaty proste
- Lorinden lotio – emulsja na skórę 0,2 mg/ml

## Dawkowanie
Zewnętrzne, zgodnie z zaleceniami lekarza. Zwykle początkowo 2-3 razy na dobę. Stosować na chorobowo zmienione miejsca.